# Chenopodium pallidicaule
Chenopodium pallidicaule là loài thực vật có hoa thuộc họ Dền. Loài này được Aellen mô tả khoa học đầu tiên năm 1929.